# 共和村 (山梨県)
共和村（きょうわむら）は山梨県西八代郡にあった村。現在の南巨摩郡身延町北西部、富士川左岸、身延町役場の対岸一帯にあたる。

## 地理
- 山：醍醐山
- 河川：富士川

## 歴史
- 1875年（明治8年）8月 - 八代郡下田原村・宮木村・上田原村・一色村が合併して共和村となる。
- 1878年（明治11年）7月22日 - 郡区町村編制法の施行により、共和村が西八代郡の所属となる。
- 1889年（明治22年）7月1日 - 町村制の施行により、共和村が単独で自治体を形成。
- 1956年（昭和31年）9月30日 - 下部町・久那土村・古関村と合併し、改めて下部町が発足。同日共和村廃止。